# (162) Laurentia
(162) Laurentia és un asteroide que s'hi troba al cinturó d'asteroides i va ser descobert per Prosper Mathieu Henry des de l'observatori de París, França, el 21 d'abril de 1876. Rep el nom en honor de l'astrònom francès J. J. P. Laurent, descobridor d'un asteroide.
A una distància mitjana de 3,019 ua del Sol, Laurentia pot apropar-se fins a 2,48 ua i allunyar-se fins a 3,559 ua. La seva inclinació orbital és 6,096° i l'excentricitat 0,1787. Completa una òrbita al voltant del Sol 1.916 dies.